# Smuteční vazba

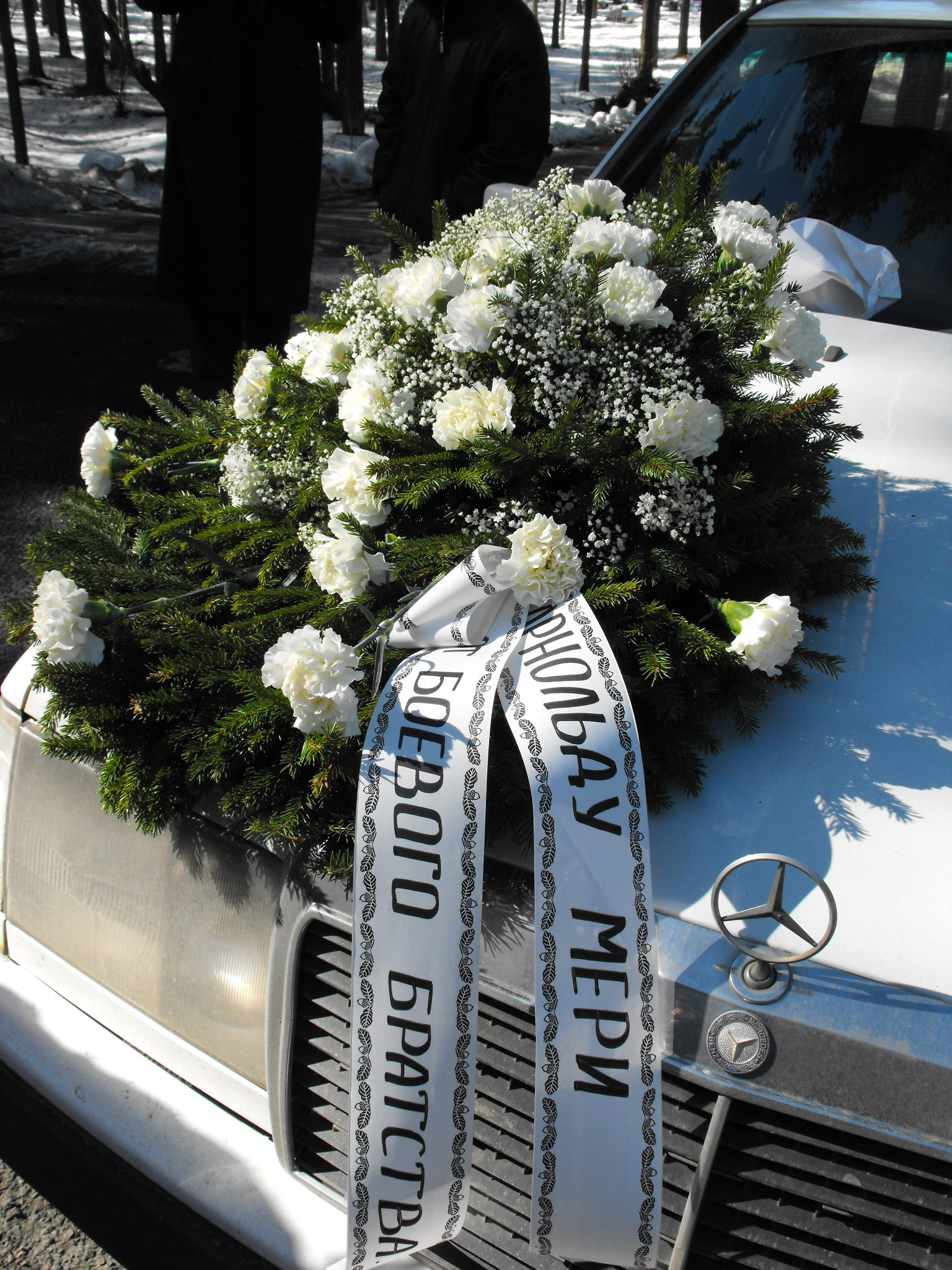
Smuteční kytice na automobilu

Smuteční vazba je aranžmá určené jako dekorace v souvislosti s pohřebnictvím a uctíváním památky zemřelých. Smuteční aranžování květin je rozšířeno u mnoha kultur na celém světě.

## Použití
„…neexistuje žádná oblast floristického obchodu, kterou dotčené osoby posuzují citlivěji a kritičtěji než floristiku smuteční. Emotivnost okolností vyžaduje v neobyčejné míře technicky i výtvarně dokonalou tvorbu.“ (z publikace To je floristika!) Symbolickým položením květin na hrob vyjadřují spřízněné osoby zármutek nad fyzickým zánikem osoby jim blízké a poděkování za chvíle, které společně s ním trávily, za to co jim po smrti zanechal, a především jde často o společensky vyžadovaný úkon který zachovává nebo zlepšuje postavení jedince v hierarchii sociální skupiny. 

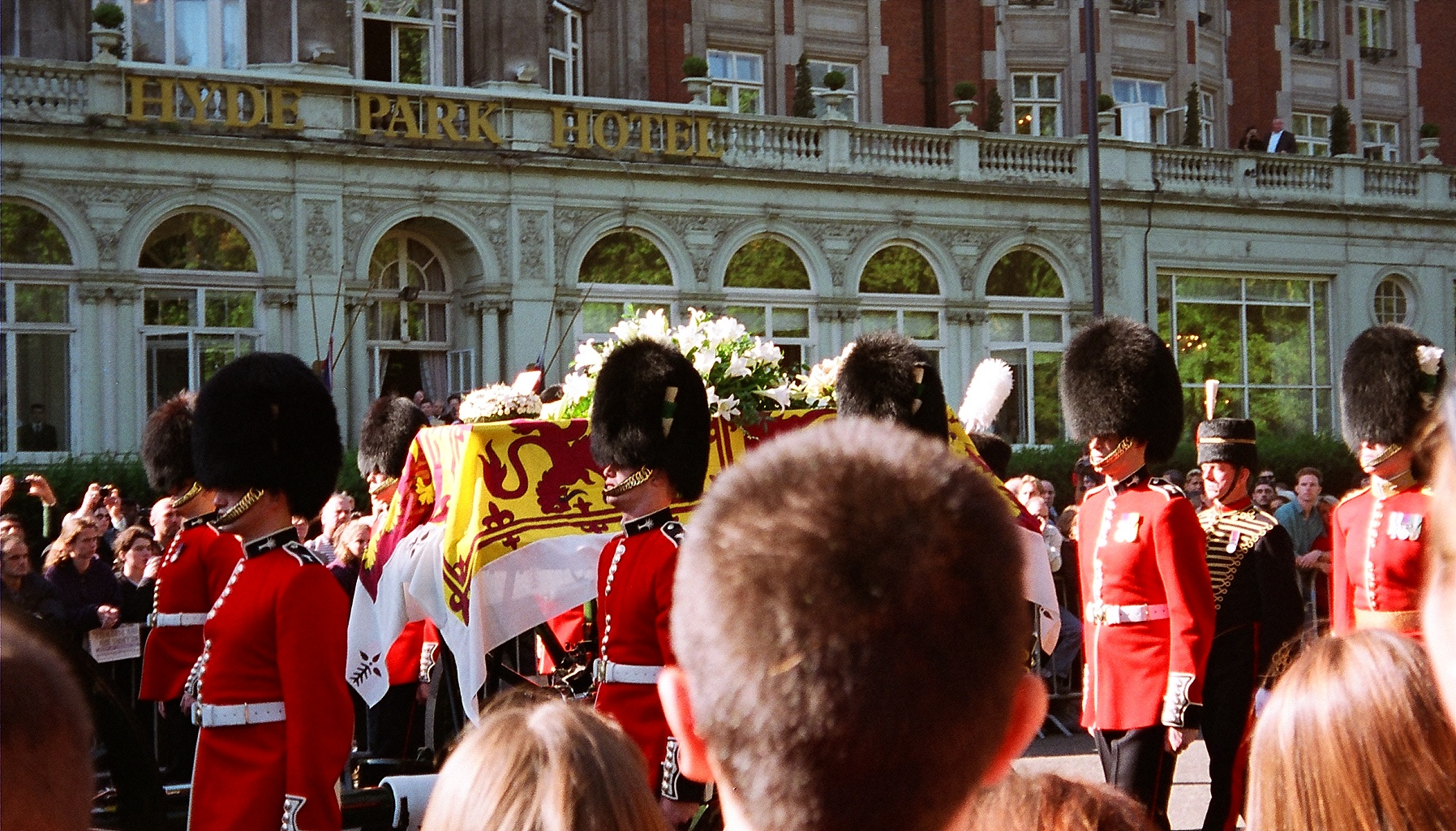
Pohřeb princezny Diany (Velká Británie).

Smuteční vazba na hrob lze nakoupit od posledních prodejců přímo u hřbitova. Několik dní po Svátku zesnulých jsou dekorace často prodávány se slevou. Aranžmá zůstává na hrobě jako ozdoba ještě na adventní svátky. Na Vánoce je dušičková vazba doplněna svíčkou (kterou zákazník obvykle na místě zapálí, aby měl jistotu, že ji někdo z hrobu nevezme a nebude chtít prodat znovu) a na Velikonoce lze dekorace přizdobit několika snítkami čerstvého chvojí nebo kvetoucími větvičkami listnáčů. Často takto vydrží v dobrém stavu věnce a kytice s textilními květy, vyvázané z smrku pichlavého, túje nebo tisu a i ve venkovním prostředí obvykle bez barevných změn, zvláště je li vysoká sněhová pokrývka. Celkově tak taková vazba nahradí ozdobu po dobu celé chladnější poloviny roku a může efektivně uspořit výdaje za společensky přijatelné ozdobení hrobu během nejméně tří různých svátků.

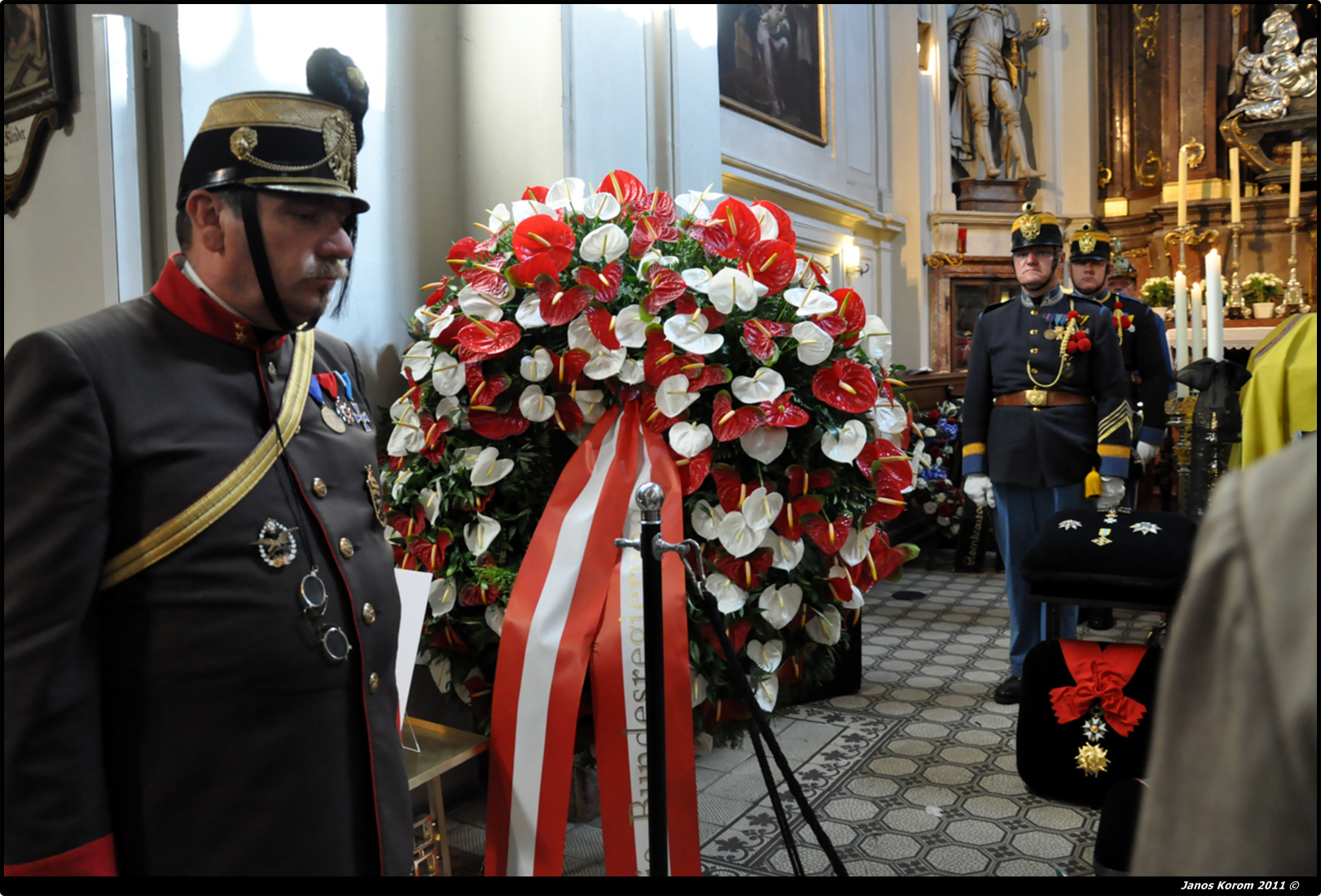
Pohřební věnec u rakve Otto von Habsburg.

Dobře takovou službu plnily dříve často používané papírové voskované květy (tvar chryzantéma a jiřina ve třech nebo čtyřech různých odstínech) a napodobeniny různých květů z měkčeného plastu. Ty však nebylo vhodné používat ještě na Velikonoce, protože byly doplňovány pouze chvojím ze smrku ztepilého. Stejně dobře, nebo spíše lépe dnes vyhovují textilní napodobeniny květů, které již ani nemění a neuvolňují umělá barviva, především anilinová. Barviva, které se uvolňují vlivem vlhkosti mohou někdy obsahovat sušené nebo řezané květy. 

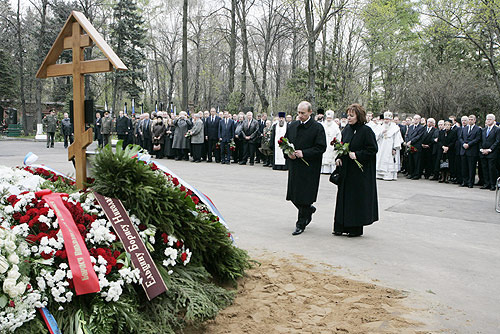
Pohřeb Borise Jelcina.

V mnoha případech se na počátku 21. století používají dekorace s plody a nekvetoucími barvenými částmi rostlin, mechy a lišejníky, které lze i na Advent, Vánoce a Velikonoce považovat za přijatelnější výzdobu. Podobně tomu se od konce 20. století výrazně zmenšuje velikost poptávaných kytic a věnců i při udržení stejné ceny a kvality výrobku. Prodeje velkých smutečních kytic, věnců a aranžmá jsou zcela výjimečné. Nákladné velké kytice a věnce, jsou součástí státnických a politických akcí , byly dříve obvyklé při pohřbech Romů a některých podnikatelů. 
 Pro většinu obyvatel jsou pohřeb a úkony notáře dosti nákladné na to, aby smuteční dekorace pro příbuzné byly spíše skromné.

## Historie
Použití květin k uctění zemřelých historickou tradici již v neolitických kulturách. V 17. století byla založena tradice používání věnců. V 19. století již byly používány věnce s hlavou. Na počátku 20. století se používaly barvené květiny. V Česku byly tradicí kruhové nebo vejčité věnce, v Německu byly tradicí elipsovité věnce.
Ve 20. století byly používány pro zhotovení věnců a kytic slaměné a mechové podložky, tzv. bochánky nebo čuchty. Používány rovněž byly laťky a kolíky o nestejné délce upevněné do kříže. Zeleň s přízdobou se vypichovala na dřevěné špičaté kolíky. Na konci 20. století se více začal používat florex (oasis).
Již ke konci 20. století s nástupem věrohodnějších napodobenin živých květin a akceptování použití různorodých rostlinných částí zákazníkem je zjevný posun směrem k esteticky kvalitnější produkci. Na počátku 21. století se zvyšuje nárok na takovou výzdobu o biologickou rozložitelnost a je tedy znát i vstřícnost směrem k zachování stavu životního prostředí.
Na vzpomínkové věnce a kytice byly v 21. století v ČR používány i barevné květy a pestré stuhy.
Smuteční aranžmá vytvářeli zahradníci a aranžéři, široká laická veřejnost aranžmá na hrob připravuje až s nástupem vleklé ekonomické krize v 21. století a zvyšováním životních nákladů. Mezi obecně známější osoby, které se z kariéry modelingu rekvalifikovaly na výrobu smutečních dekorací, patří Kateřina Stočesová.

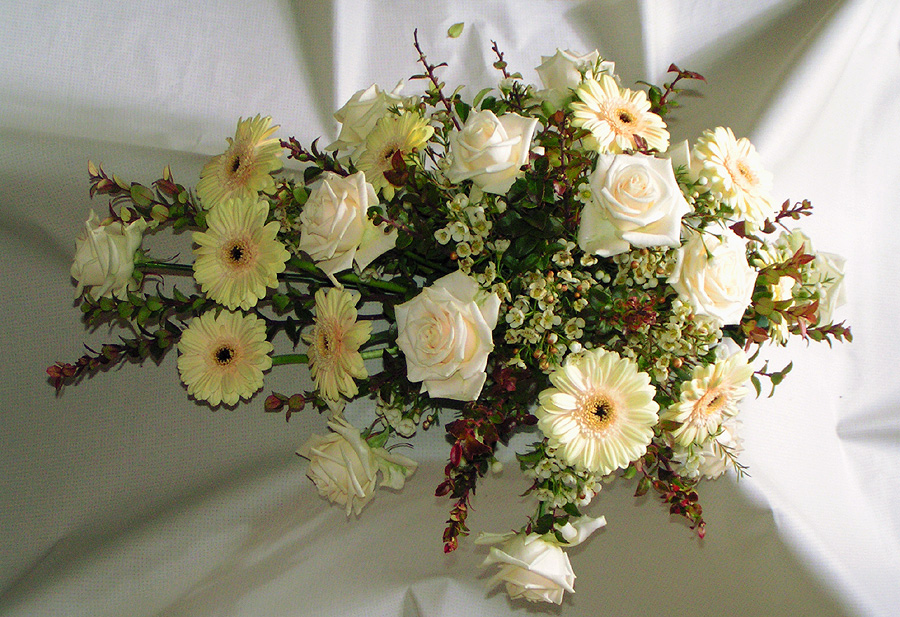
Kytice na rakev

## Dekorace rakve
Rakev se obvykle přizdobuje řezanými květinami. Častými formami ozdob jsou kytice. Kytice se vypichuje do formy, která se připevňuje pomocí dvou šroubků na rakev. Vázaná kytice se na rakev klade, girlanda se pokládá podélně. Jako ozdoba rakve může být použit i věnec. Z dalších tvarů bývá častá vypichovaná kytice upravená jako kříž. Používá se například věnec z listů kaliny Viburnum rhytidophyllum. Přes rakev může být položen jako ozdoba rovněž přehoz (deka nebo šála) z květin. Používá se na jeho výrobu pletivo nebo juta či jiná tkanina.

## Dekorace podle typu

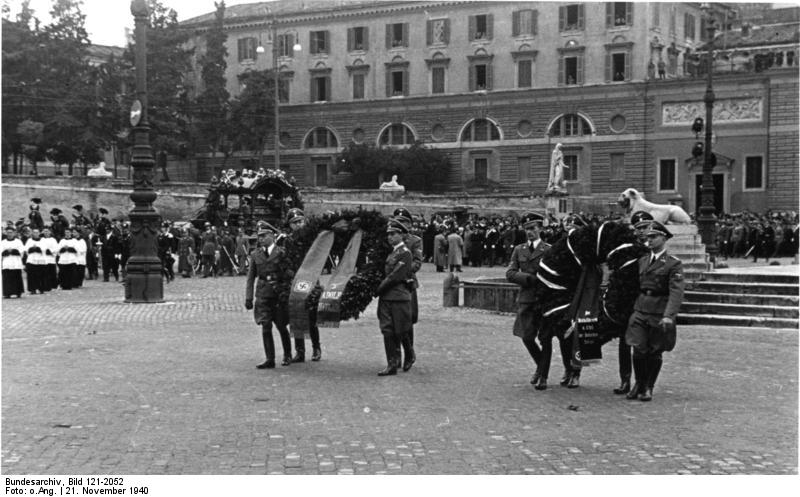
Tradiční velké pohřební věnce, Itálie.

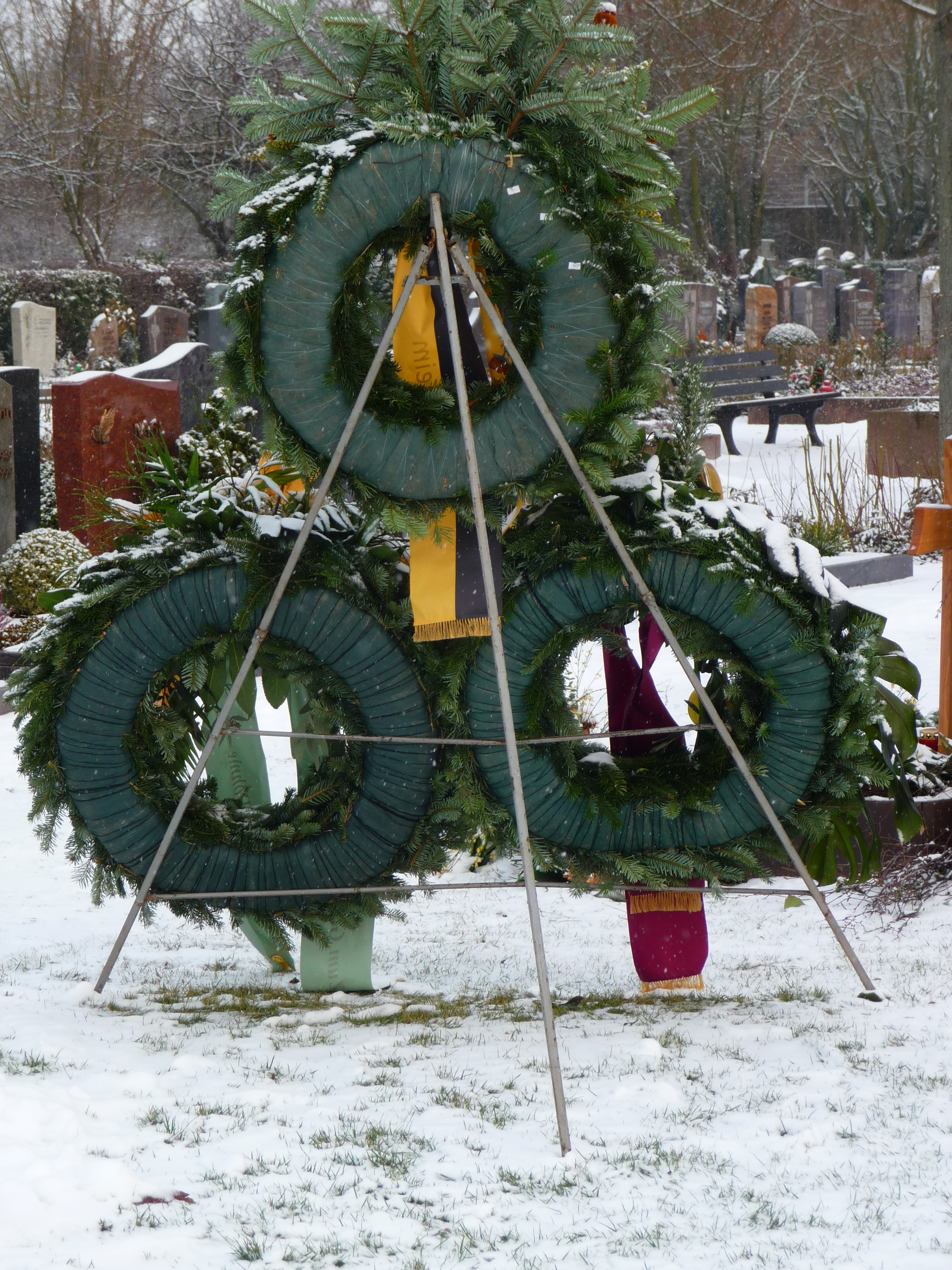
Věnec, podložka omotaná textilií nebo krepem.

### Pohřební věnec
Velikost a tvar, barva květů věnce je otázkou kterou řeší přání pozůstalých. Nezřídka bývají použity věnce ve tvaru srdce i pro muže a jsou vytvářeny i velké věnce, které společně nese více osob.

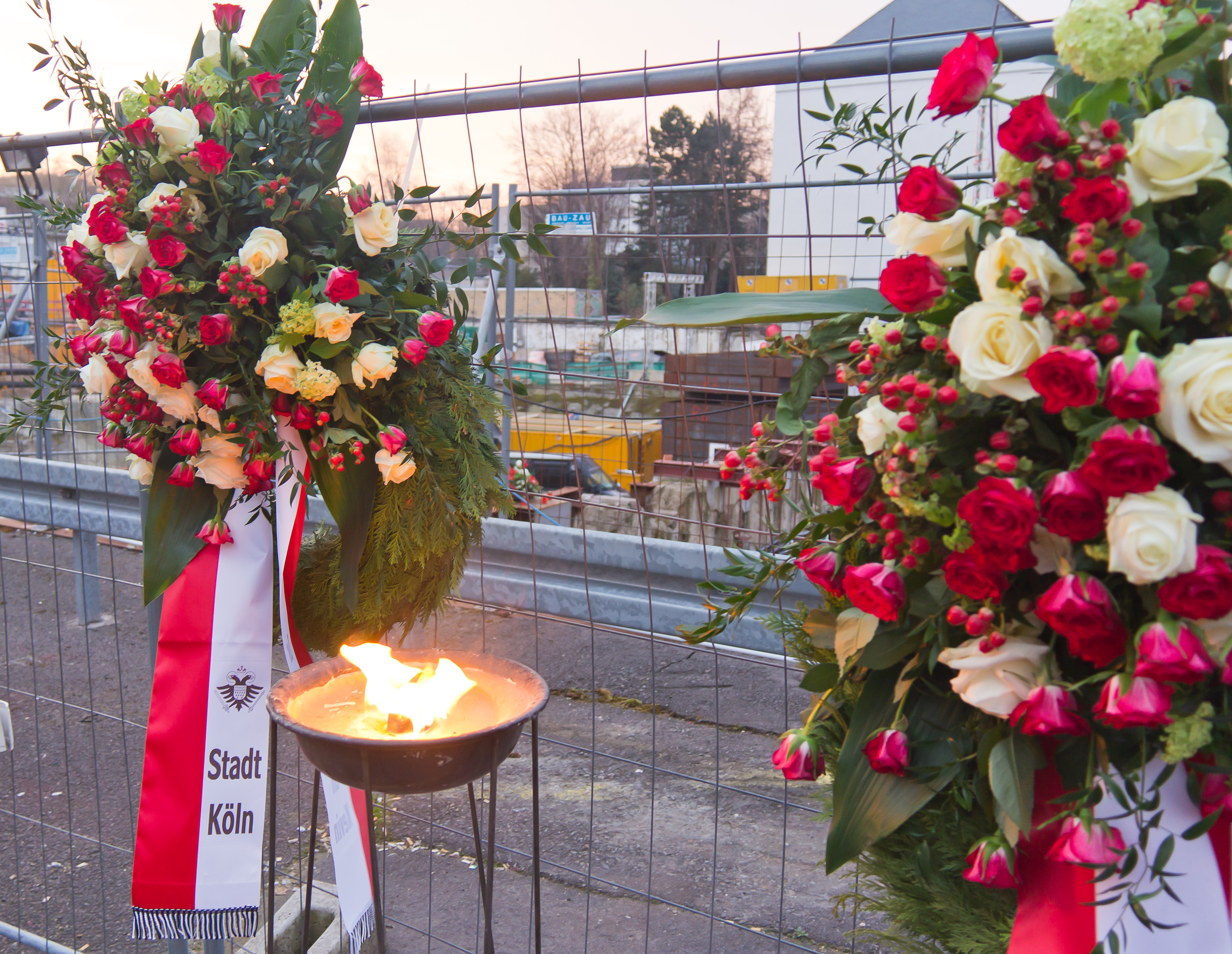
Věnce s tělem z tůje a extrémně velkou hlavou z živých květů, Německo.

#### Korpus
Tělo věnce tvoří podložka ze slámy nebo jiného materiálu pokrytá zelení, ve 20. století obvykle býval používán věnec vypichovaný a jako materiál byl použit smrk ztepilý. V 21. století je materiál a způsob zhotovení různý, bývá použit i smrk pichlavý, tis, jalovec, tůje, jedle nebo cypřišek. Jako dekorace těla věnce mohou být použity i listy jiných rostlin, i bylin.

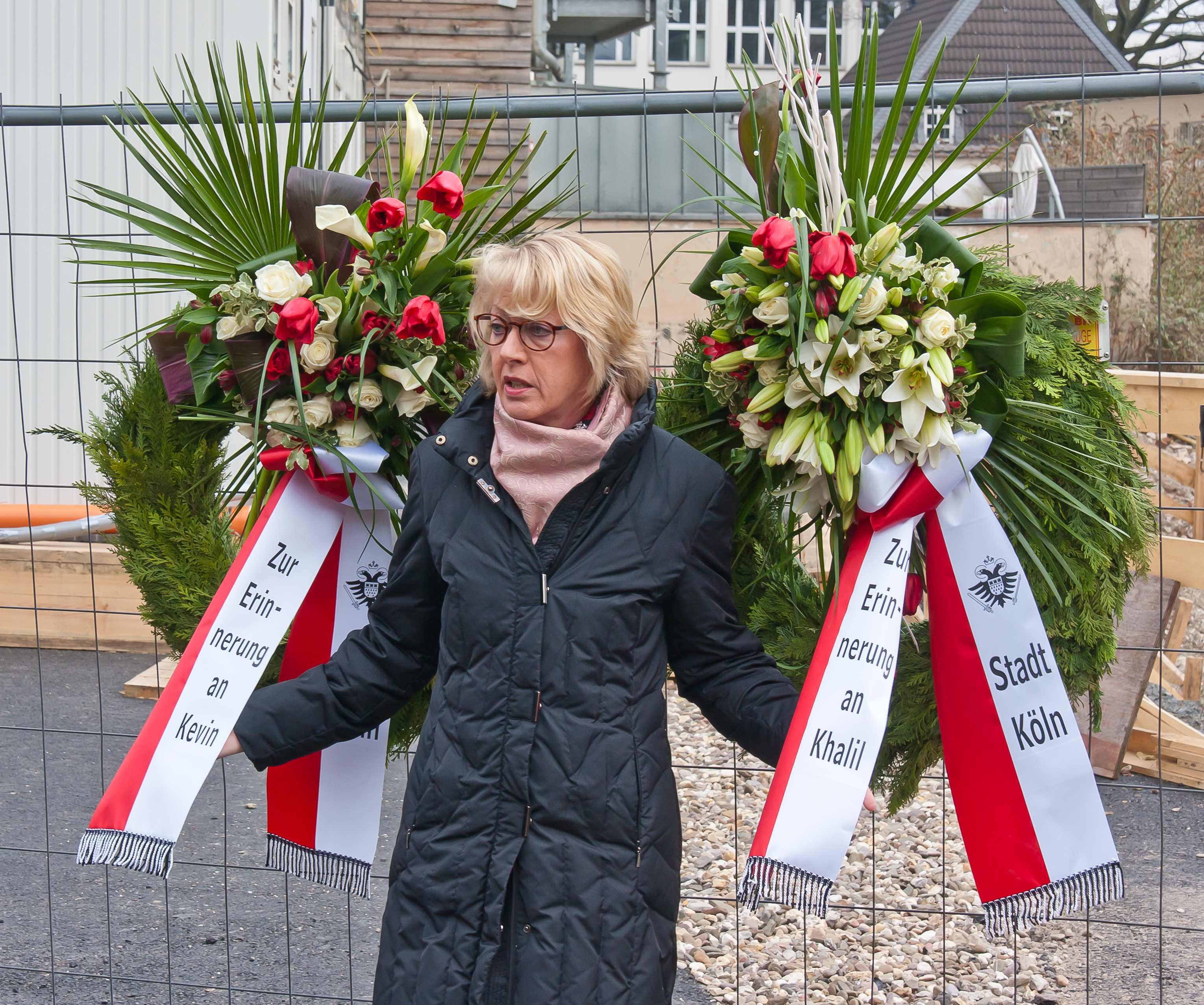
Věnce s kulatou hlavou.

#### Přízdoba
V 20. století byly časté pohřební věnce s hlavou, v 21. století jsou časté věnce bohatě zdobené po celé horní části korpusu.
Jako přízdoba jsou časté květy. Oblíbené jsou růže, používané jsou gerbery, někdy jsou používány i karafiáty. Ve 20. století byly používány karafiáty téměř výhradně, růže jen pro zvláště významné osoby.

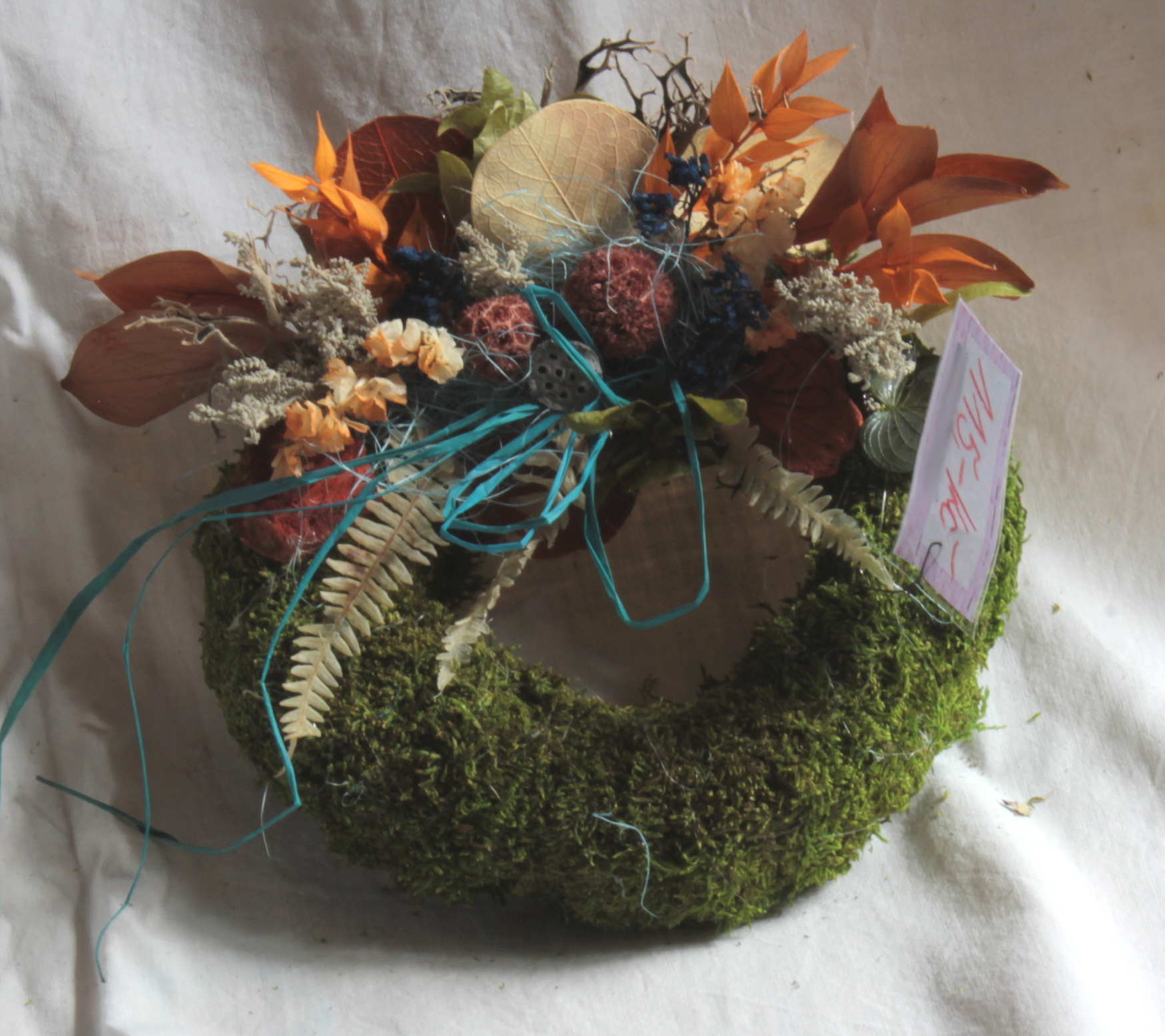
Malý mechový vzpomínkový věnec ze sušených květů na hrob.

### Vzpomínkový věnec
Je obvykle podstatně menší než pohřební často nejvýše 50 cm v průměru, běžné jsou vzpomínkové věnce i pouze 20 cm v průměru. Obvykle jsou méně zdobené. Kromě vypichovaných a vázaných věnců jsou vyráběny i skobičkované a lepené. Jako materiál mohou být použity nejen větve jehličnanů a listy stálezelených dřevin, ale i proutí, suché květy nebo šišky jehličnanů. Někteří pozůstalí pokládají jako věnec i samotný slaměný podklad s připnutými několika snítkami.
Nejčastěji vyráběné věnce:
- šiškový, obvykle z borovice Pinus silvestris, ale používá se i smrk Picea abies. Šišky mohou být navazované na drát, ale obvykle jsou lepené tavnou pistolí.
- ze suchých květů - navazovaný ze statice (Limonium sinuatum, tataricum) nebo píchaný slaměnkový, květžy jsou připevněny pomocí špendlíků
- z plodů - korpus je pokrytý plody nebo plodenstvími, nebo částmi těchto rostlin
- mechový pokrytý suchám nebo živým mechem
- chvojový ze živého chvojí
- proutěný

#### Přízdoba

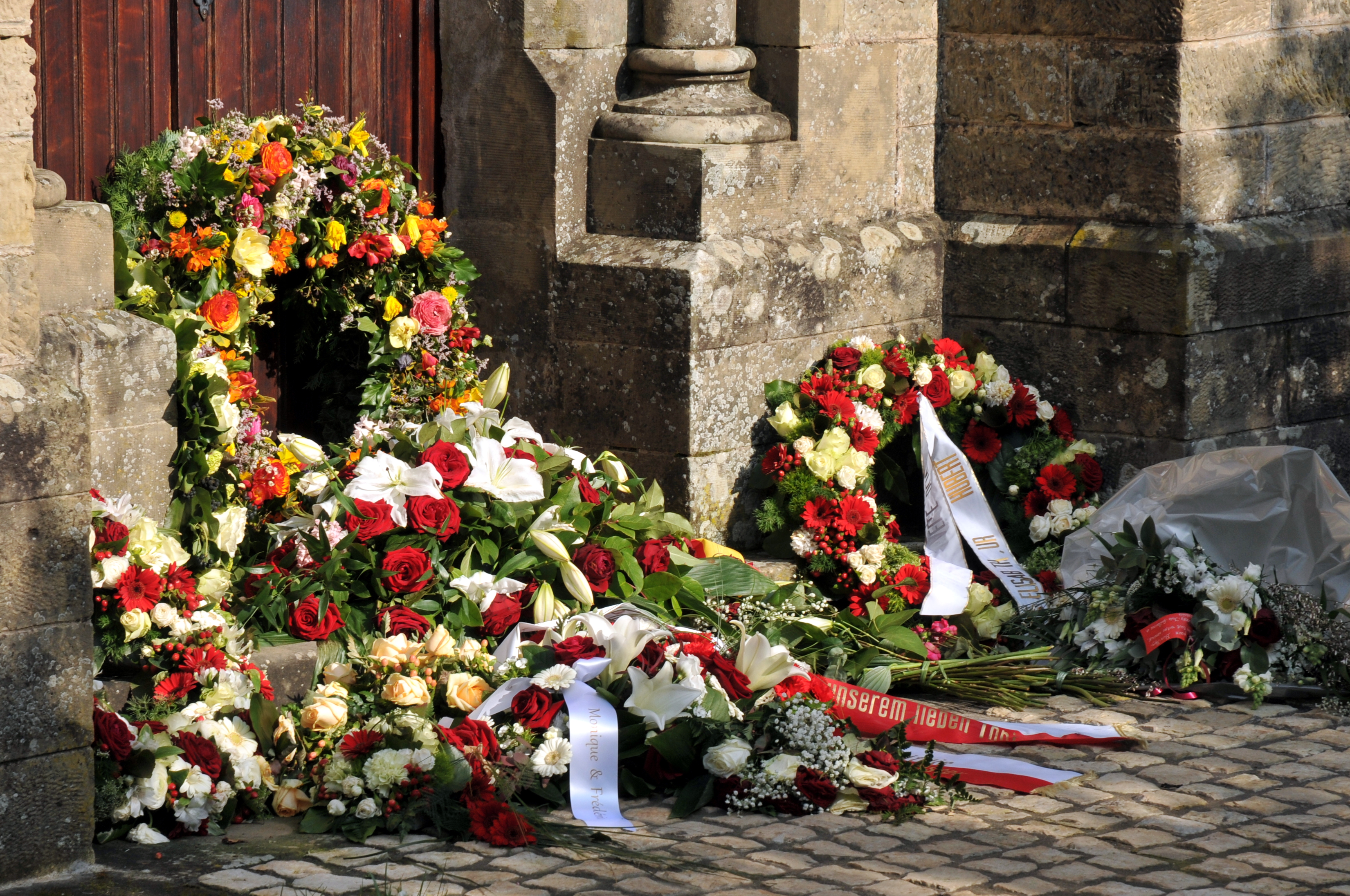
Věnce vypichované po celém korpusu živými květy.

Bývá používán i věnec zdobený po celém korpusu, ale častější je přízdoba ve formě hlavy, na počátku 20. století a pak na přelomu 20. a 21. století byly moderní věnce s dvěma hlavami, přičemž jedna hlava byla větší a druhá menší. Hlava je zdobená část věnce, kterou tvoří základ z větších větví jehličnanu, vyplněný zelení, šiškami a květy. Jako květy bývaly často sušené limonky, ale stejně často jsou vzpomínkové věnce vytvářeny s umělými květy. Během 20. století byly nejběžněji používány voskované papírové květy napodobující velkokvěté žluté chryzantémy. Při výzdobě lze použít styl dekorativní nebo vegetativní, přičemž dekorativní styl s výraznými prvky je běžnější.

### Kytice vypichovaná

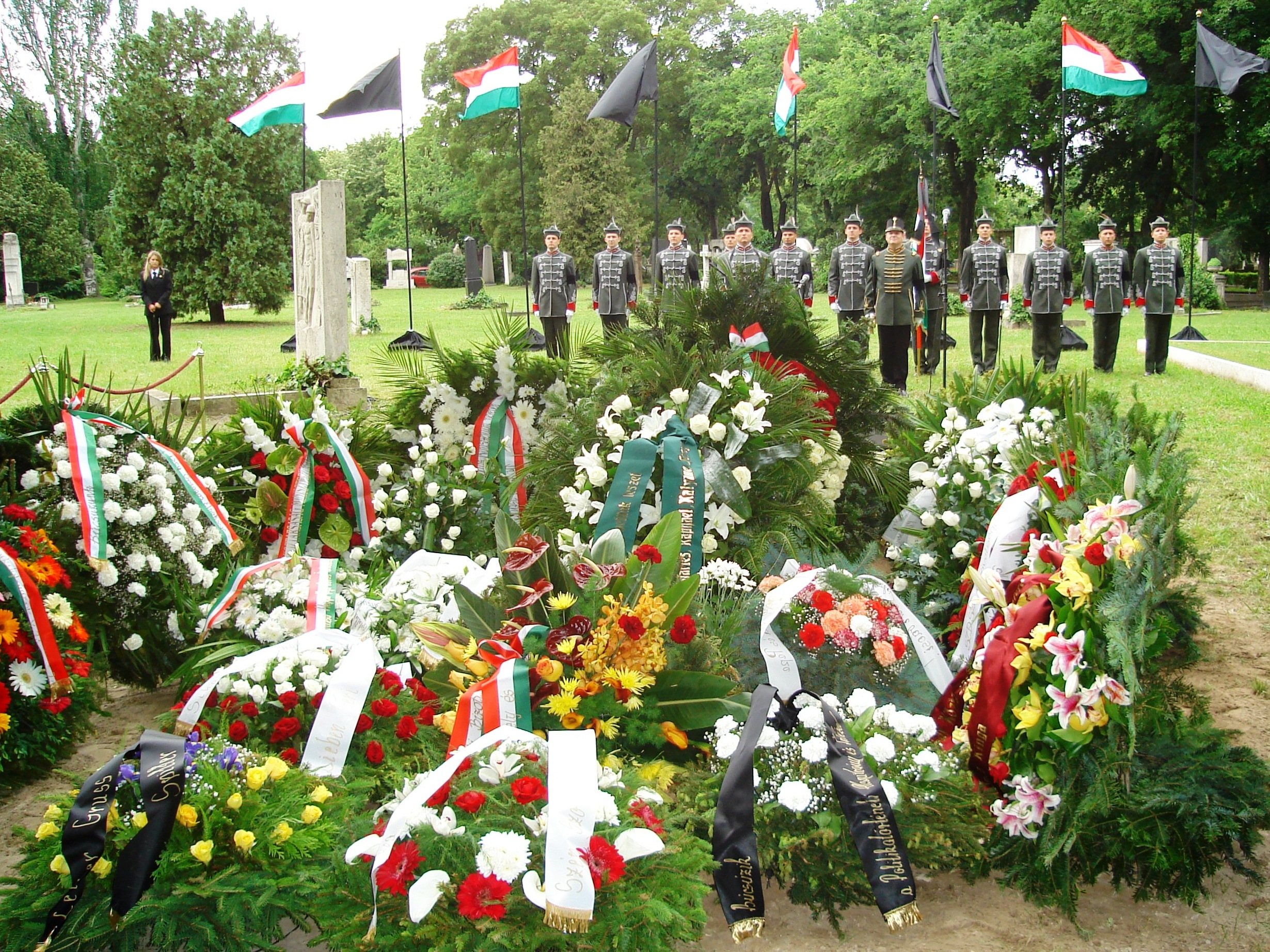
Vypichovaná kytice (aranžmá v popředí), Maďarsko.

Aranžmá se vypichuje do slaměné nebo mechové podložky, nebo podložky z hmoty oasis. Kytice mívá kulatý, kapkovitý nebo trojúhelníkový tvar, je určena na položení. Kytice bývá zhotovena ze smrkového chvojí a jako doplněk mimo květin lze použít listí a chvojí jiných stálezelených dřevin. Květy mohou být řezané, umělé, nebo sušené. Kytice může být ozdobena stuhami.
Až do konce 90. let 20. století byly vázány vypichované kytice do tvaru připomínajícího nevzhledný malý kopec chvojí. Ten byl nehezky jednostranně, spíše symbolicky, zdobený chumáčem sušených květin. Poptávka převisá nabídku a cena je během svátků zesnulých výrazně navýšena. Na přelomu století došlo ke změně vkusu a kytice začaly být prodávány jako poměrně ploché oproti předchozí verzi ale i poměrně bohatě, pravidelně, pestře zdobené kytice se stuhami. Po deseti letech dochází k dalším velikostním a tvarovým úpravám. Používány jsou tropické plody, výrazné ostré barvy, odstíny jedné barvy. S ohledem na cenu se všeobecně snižuje množství prodaných vypichovaných kytic k svátkům zesnulých velmi výrazně snižuje v na konci první a v druhé dekádě 20. století.
Kytice vypichované do slaměných podkladů během přepravy podléhají zkáze a deformacím, deformují se a vypadávají větve a výzdoba na kolících. Tuto vadu téměř odstranilo a usnadnilo zhotovení výrobku používání florexu jako podkladového materiálu.

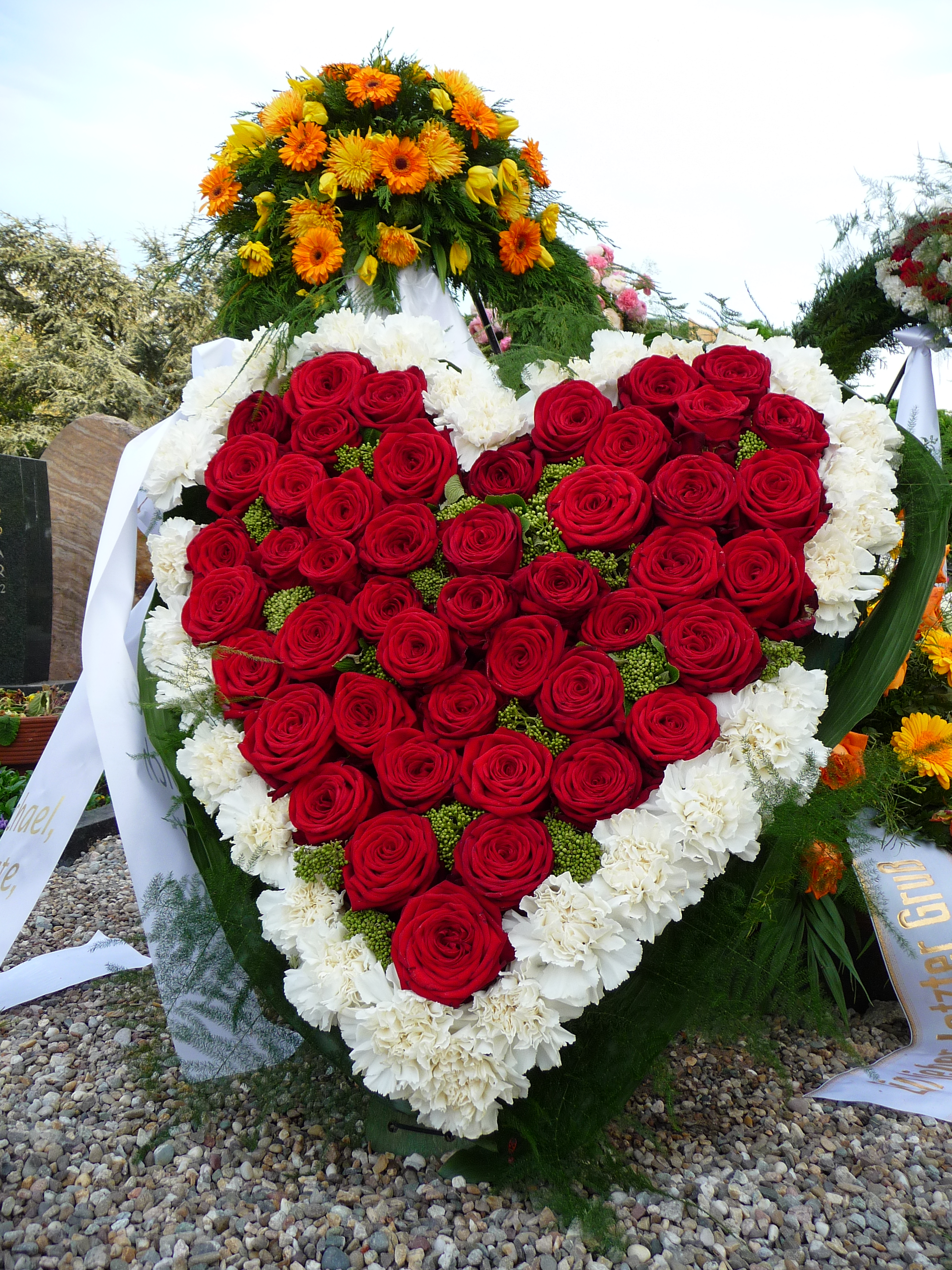
Jiná forma vazby, jedna z možností aranžmá ve tvaru srdce, Německo.

### Vypichovaná miska
Vypichovaná miska je určena pro použití v exteriérech. Nádoba bývá naplněna zeminou a vypíchána chvojím a výzdobou. Miska je obvykle určena pohledově pro jednu stranu a vypíchána ploše do výšky. Velké větve jsou doplněny svazky menších větviček, kytičkami. Úprava je náročná na kvalitní chvojí. Jako vypichovaná miska se upravují i dekorační koše se smuteční vazbou. V lesním koši a vypichované misce byly často používány plodenství druhu štětka soukenická. Tyto plodenství byly barveny anilinovými barvami, které se rozpouštěly vlivem dešťů a syté barvy pak barvily okolí výzdoby na hrobu.

## Požadavky na technické provedení smuteční vazby
- dokonalost řemeslného provedení a začištění aranžérských úprav
- pevnost a stabilita
- odolnost proti vlivům povětrnosti
- technické provedení nesmí být nebezpečné
- technické provedení nesmí zbarvením, rzí, mechanicky poškozovat objekty na kterých je položeno a přichyceno
- dílo musí být dostatečně trvanlivé
- barevný materiál a přízdoby pro dlouhodobé dekorace nesmí vyblednout

## Důležité informace
Při výzdobě rakve nebo místnosti se zemřelým je vhodné zjistit termín kdy má být práce hotova, kde má být odevzdána nebo provedena a za jakých podmínek, jak bude zaplacena, kým, v jaké výši, požadavky pozůstalých na druh výzdoby, popis kostela, urny, rakve, místnosti se zemřelým.

## Možnosti poškození
U smuteční nebo dušičkové vazby se vyžaduje vyšší odolnost proti vadnutí a usychání, větší odolnost proti srážkám, vyšší odolnost při transportu, vyšší odolnost proti změně barev a nízká cena. Vhodné do exteriérů hřbitova nejsou šiškové věnce, protože šišky se zavírají vlivem vlhkosti. Rovněž slaměnkové věnce jsou nevhodné, slaměnky (slaměnky Helichrysum bracteatum, smilek růžový Helipterum roseum ) zavíráním květů reagují i na vlhkost vzduchu a nejsou tedy vhodné jako podklad ani jako přízdoba. Jsou ovšem vhodné třeba do kolumbárií. Podobně ale třeba méně rychle reagují některé další sušené květiny, například pupavy. Během mrazíků je rovněž nevratně poškozena většina dužnatých plodů, opadavých listnatých dřevin, letniček a nadzemní části ostatních běžných květin. Přepravou bývají poškozeny především vypichované kytice a misky. Během zimy jsou rychle poškozovány sušené květiny.
- květy slaměnek (Helichrysum bracteatum) se ve vlhku okamžitě zavírají a následně černají - dekorace se zavřenými květy je nevzhledná
- šišky jehličnanů se i v krátkém dešti nebo vlhku poměrně rychle zavírají a následně dlouho trvá (podle podmínek i měsíc a déle) než se otevřou - dekorace se zavřenými šiškami je ale nevzhledná, neprodejná, nepoužitelná
- jehličnany na počátku 21. století napadá choroba která způsobuje velmi brzy hnědnutí jehličí na použitých dekoracích. Hnědé jehlice neopadávají, zůstávají viset na věnci nebo kytici
- zdravé živé nařezané chvojí jedle, túje, douglasky, smrku běžně mírně opadávají, teploty okolo 20 °C ale propad silně urychlují
- transport po nerovné komunikaci nebo manipulace při které dochází k nárazům způsobuje nevratné poškození většiny aranžmá.
- stejně jako transport po komunikacích v ČR je i dlouhodobé skladování vždy rizikové a obvykle způsobuje škody na výrobku
- vlhko způsobuje plesnivění sušených květin a plodů
- živé květy a dužnaté plody obvykle nesnáší teploty pod 10 °C ale ani vítr (nebo silný pohyb vzduchu), silné sluneční záření, vysoké procento některých plynů, například amoniaku, a vysoké teploty
- některé z používaných aranžmá může být shozeno nebo odváto větrem (kytice vypichovaná, především na slámě, misky)
- prodávaný ozdobný materiál vlivem počasí vybledává (především vyšisuje na slunci), mění barvu, dochází k deformacím a také některé prodávané barvené rostliny barví okolí výzdoby
- používané dráty a kovové části podléhají korozi a mohou rzí během času zbarvit okolí výzdoby

## Terminologie
- lesní - (např. lesní kytice, lesní věnec, lesní vypichovaná miska) - vyzdobená sušenými květy, obvykle především statice Limonium sinuatum.
- chvojí - koncové zelené části živých větví jehličnanů, letorosty
- vypichovaný (-á) - při vytváření bylo použito kytiček píchaných do podkladu
- vázaný, vyvazovaný, navazovat - vázaný (drátem) k podkladu, vázat (drátem) k podkladu
- korpus - podklad kytice, tělo věnce
- suchá - (vazba, kytice) - ze sušených květin
- kača - kytice vypichovaná
- úvazek - přichycení (drátem, lýkem), materiál přichycený k podložce nebo navázaná kytička
- podvázaný (věnec) - obalený chvojím i ve spodní části
- kladená - (kladenka) jednostranná kytice určená na položení
- kytička - svazek chvojí na dřevěném kolíku
- výpich - svazek s přízdobou